# Liste der Kreisstraßen im Landkreis Uelzen

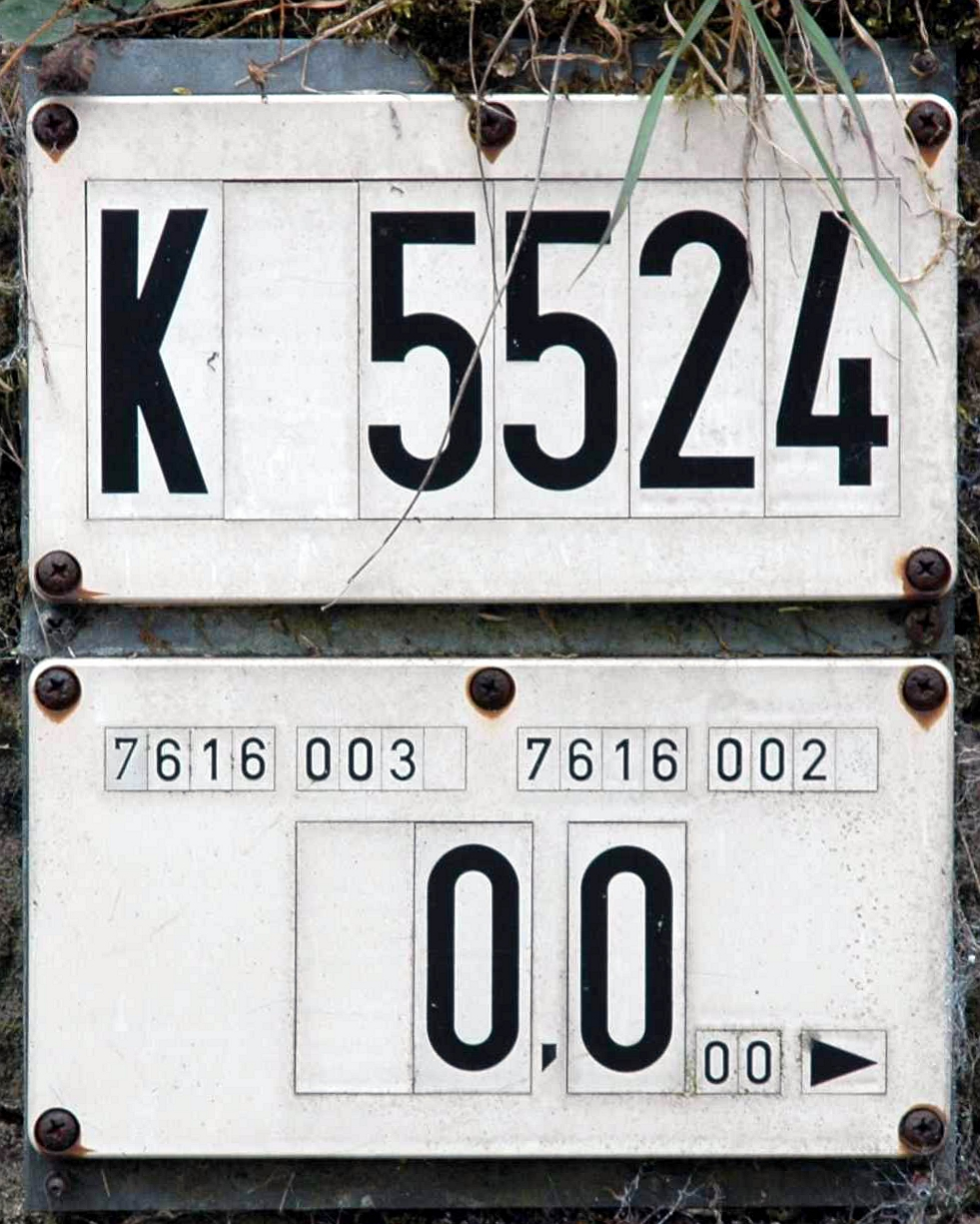
Stationszeichen

Die Liste der Kreisstraßen im Landkreis Uelzen führt alle Kreisstraßen im niedersächsischen Landkreis Uelzen auf.

## Abkürzungen
- K: Kreisstraße
- L: Landesstraße

## Liste
Nicht vorhandene bzw. nicht nachgewiesene Kreisstraßen werden in Kursivdruck gekennzeichnet, ebenso Straßen und Straßenabschnitte, die unabhängig vom Grund (Herabstufung zu einer Gemeindestraße oder Höherstufung) keine Kreisstraßen mehr sind. 
Der Straßenverlauf wird in der Regel von Nord nach Süd und von West nach Ost angegeben.
| Nr.  | Verlauf |
| ---- | --- |
| K 1  | K 10 in Bienenbüttel – Wichmannsburg – K 56 – Edendorf – Schloohof – L 232 in Altenmedingen |
| K 2  | (K 14 im Landkreis Lüneburg) – Kreisgrenze – Bavendorf Bahnhof – Bohndorf – Aljarn – Eddelstorf – K 39 – L 232 in Altenmedingen                                                                                      |
| K 3  | /L 250 in Uelzen – Ripdorf – Molzen – K 41 – K 50 – Masendorf – K 45 – Oetzen – L 254 – Dörmte – K 16 in Bruchwedel                                                                                                  |
| K 4  | L 232 – Groß Thondorf – K 31 – Himbergen – L 253 – K 54 – L 252 in Weste Bahnhof |
| K 5  | in Wellendorf – Gavendorf – K 35 – Groß Pretzier – K 51 – Emern – L 270 in Wieren |
| K 6  | L 265 – Ostedt – K 35 – Könau – K 29 – Drohe – L 270 in Wieren |
| K 7  | in Uelzen – Halligdorf – Niendorf II – Wrestedt – K 17 – K 14 – Nettelkamp – K 62 – Nienwohlde |
| K 8  | in Hansen – Klein Süstedt – K 28 – K 17 in Holdenstedt |
| K 9  | – Eimke – Wichtenbeck – Dreilingen – K 47 – Bahnsen – K 38 – Suderburg – K 28 – K 27 – K 24 – / |
| K 10 | in Bienenbüttel – K 1 – Findorfsmühle – K 42 – Hohnstorf |
| K 11 | L 233/L 250 in Ebstorf – Vinstedt – Barum – – Sasendorf – L 252 |
| K 12 | L 233 in Stadorf – Linden – Verhorn – |
| K 14 | / – Stadensen – Nettelkamp – K 7 – K 17 in Wrestedt |
| K 15 | L 265 in Reinstorf – Röhrsen – Lüder – K 55 – L 266/L 270 in Bad Bodenteich |
| K 16 | K 31 – Havekost – Westersunderberg – Weste – L 252 – Testorf – K 3 – Bruchwedel – Neumühle – – Borg – Katzien – K 65 – Rosche – Teyendorf – Göddenstedt – Dallahn – Dalldorf – Grabau – Nestau – L 265 in Suhlendorf |
| K 17 | in Stöcken – Rätzlingen – – Gansau – Hanstedt II – Lehmke – K 51 – L 270 – Esterholz – Stederdorf – Wrestedt – K 14 – K 7 – Borne – / – K 8 in Holdenstedt                                                           |
| K 19 | (K 22 im Landkreis Lüchow-Dannenberg) – Kreisgrenze – Retzien – Polau – |
| K 20 | in Bienenbüttel – Neu Steddorf – Steddorf – Rieste – K 36 – K 64 – Varendorf – K 49 – Natendorf – K 44 – Wessenstedt – L 233 in Ebstorf                                                                              |
| K 21 | (K 19 im Landkreis Lüneburg) – Kreisgrenze – Wulfsode – Schatensen – K 25 – L 250 in Wriedel |
| K 22 | L 252 in Bad Bevensen – Klein Bünstorf – K 61 – Nassenottorf – Emmendorf – |
| K 23 | L 250 – Allenbostel – K 44 – Altenebstorf – L 233 in Ebstorf |
| K 24 | K 9 in Suderburg – K 37 – Hardausee – K 37 in Hösseringen |
| K 25 | K 21 in Schatensen – L 250 |
| K 27 | K 9 in Suderburg – Hamerstorf – Holxen – K 8 |
| K 28 | K 8 in Klein Süstedt – Böddenstedt – K 53 – K 9 in Suderburg |
| K 29 | K 6 in Könau – Soltendieck – L 265 – Bockholt – Varbitz – Kreisgrenze – (K 26 im Landkreis Lüchow-Dannenberg) |
| K 30 | Gauel – Zarenthien – – Kreisgrenze – (K 24 im Landkreis Lüchow-Dannenberg) |
| K 31 | K 4 in Groß Thondorf – Strothe – L 253 – K 16 – Masbrock – K 39 – Höver – L 252 – K 45 – L 254 |
| K 32 | L 250 in Brockhöfe – K 46 – Ellerndorf – in Eimke |
| K 33 | /L 250 – Brambostel |
| K 34 | L 250 in Melzingen – K 60 – Barnsen – K 38 – in Bohlsen |
| K 35 | K 5 – Kroetze – K 6 in Ostedt |
| K 36 | in Grünhagen – Eitzen I – K 57 – Beverbeck – Grünewald – K 20 in Rieste |
| K 37 | K 24 in Suderburg – Räber – K 24 in Hösseringen |
| K 38 | K 34 in Barnsen – Gerdau – Bargfeld – Bahnsen – K 53 – K 9 |
| K 39 | K 2 in Eddelstorf – L 232 – Vorwerk – Niendorf I – Drögennottorf – Römstedt – L 253 – K 31 in Masbrock |
| K 40 | Kirchweyhe – Westerweyhe – L 250 |
| K 41 | L 253 in Römstedt – L 252 – Groß Hesebeck – L 254 – Klein Hesebeck – Jastorf – K 61 – Waidmannsruh – K 3 in Molzen                                                                                                   |
| K 42 | (K 16 im Landkreis Lüneburg) – Kreisgrenze – Wulfstorf – Niendorf – K 10 in Findorfsmühle |
| K 43 | (K 17 im Landkreis Lüneburg) – Kreisgrenze – L 233 |
| K 44 | K 23 in Allenbostel – L 250 – Hanstedt I – Velgen – L 233 – Bornsen – K 64 – Oldendorf II – K 20 – Natendorf – Seedorf – K 49 – /L 252                                                                               |
| K 45 | K 31 – Oetzendorf – L 254 – K 3 in Masendorf |
| K 46 | L 250 – K 32 in Brockhöfe |
| K 47 | K 9 in Dreilingen – Kreisgrenze – (K 77 im Landkreis Celle) |
| K 48 | L 252 in Weste – L 254 in Oetzen |
| K 49 | K 20 in Varendorf – Rockenmühle – Addenstorf – K 44 in Seedorf |
| K 50 | K 3 in Molzen – Riestedt – in Rätzlingen |
| K 51 | in Groß Liedern – Lehmke – K 17 – Kahlstorf – K 5 in Groß Pretzier |
| K 52 | L 265 in Soltendieck – Kakau – K 59 – K 63 – Müssingen – Kreisgrenze – (K 44 im Landkreis Lüchow-Dannenberg) |
| K 53 | K 38 in Bahnsen – K 28 in Böddenstedt |
| K 54 | K 4 in Himbergen – Klein Thondorf – Boecke – L 252 in Stoetze |
| K 55 | K 15 in Lüder – L 270 in Langenbrügge |
| K 56 | K 1 – Medingen – L 252 in Bad Bevensen |
| K 57 | L 233 – K 36 in Eitzen I |
| K 58 | L 270 – Häcklingen – Bad Bodenteich – L 265 |
| K 59 | K 52 in Kakau – K 63 in Thielitz |
| K 60 | L 233 in Wittenwater – K 34 in Melzingen |
| K 61 | K 22 – K 41 in Jastorf |
| K 62 | K 7 in Nettelkamp – L 270 in Wieren |
| K 63 | L 270 in Langenbrügge – Schafwedel – L 266 – Thielitz – K 59 – K 52 |
| K 64 | K 44 in Bornsen – K 20 in Rieste |